# Reinhard III van Stolberg

Familiewapen
van Stolberg

Reinhard III van Stolberg ook bekend als Reinhard III van Stolberg-van Aken (ca. 1219 - na 1285) leenheer van Gronsveld 1255-1261. Hij was de zoon van Willem II van Stolberg van Aachen heer van Gronsveld (ca. 1190-1241) en Lutgardis van Houffalize erfvrouwe van Gronsveld (ca. 1192-)
Hij trouwde met Beatrix van Wassenberg (ca. 1222 - na 1261) uit het Huis Limburg. Zij was een dochter van Gerhard IV van Wassenberg (- ca. 1254) en Beatrix van Randerode (- na 1246). Beatrix van Randerode was een dochter van Gerhard II van Randerath. Gerard IV was een kleinzoon van Hendrik III van Limburg en Sophie van Saarbrücken.
Uit hun huwelijk werd geboren:
- Luitgarda van Stolberg-van Aken vrouw van Gronsveld (ca. 1239-)